# ريتشارد توماس (محامي)
ريتشارد توماس (بالإنجليزية: Richard Thomas)‏ هو محامي بريطاني، ولد في 1949.